# HMS Empress of India
Le HMS Empress of India est un cuirassé pré-Dreadnought de classe Royal Sovereign de la Royal Navy.

## Histoire
Le HMS Empress of India, nommé d'après un titre royal de la reine Victoria, est le premier navire de son nom à servir dans la Royal Navy. Il est commandé dans le cadre du programme de la loi sur la défense navale de 1889 sous le nom de Renown. La quille est posée le 9 juillet 1889 au chantier naval de Pembroke Dock. Le navire est renommé avant d'être lancé le 7 mai 1891 par Louise-Marguerite, l'épouse d'Arthur de Connaught et Strathearn. Un homme meurt lorsqu'un câble se rompt le lendemain. Le navire est transféré à Chatham Dockyard, où il est achevé en août 1893, pour un coût de 912 612 £.
L’Empress of India est commissionné à Chatham le 11 septembre 1893 pour remplacer le cuirassé Anson en tant que navire amiral du commandant en second de la Channel Fleet. Il participe aux manœuvres annuelles dans la mer d'Irlande et la Manche en tant qu'unité de la « Blue Fleet », du 2 au 5 août 1894. Le navire est ensuite équipé de quilles de roulis pour réduire son roulis. En juin 1895, l’Empress of India figure parmi les navires représentant la Royal Navy lors de l'ouverture du canal de Kiel. Le navire participe à nouveau aux manœuvres annuelles du 24 juillet au 30 août 1895. Il devient un navire privé en décembre 1895 et est désarmé à Chatham le 7 juin 1897. Le lendemain, l’Empress of India est remis en service dans la Mediterranean Fleet. Avant de partir, il fait partie de la revue navale à Spithead pour le jubilé de diamant de la reine Victoria le 26 juin 1897.
Le navire vient à Malte pour commencer son service méditerranéen en août 1897. En août et septembre 1898, il fait partie de l'Escadron international, une force multinationale composée de navires de la marine austro-hongroise, de la marine française, de la marine impériale allemande, la marine italienne, la marine impériale russe et la Royal Navy, qui intervient dans le soulèvement chrétien grec en Crète contre la domination de l'Empire ottoman qui est le début de la guerre gréco-turque. Il se trouve dans les eaux crétoises le 6 novembre 1898, lorsque des membres de son équipage se joignent à des membres d'équipage du cuirassé britannique HMS Revenge pour superviser l'embarquement sur la canonnière lance-torpilles britannique HMS Hussar des dernières forces ottomanes en Crète, que le Hussar transporte à Salonique. Leur départ marque la fin de 229 ans d'occupation ottomane de la Crète.
Le capitaine Henry Hart Dyke est nommé commandant en juin 1899 et est remplacé par le capitaine John Ferris le 23 octobre 1900. Le navire est relevé par le cuirassé Implacable le 14 septembre 1901 et quitte Gibraltar pour rentrer début octobre. Le 12 octobre, l’Empress of India entre en radoub à Devonport, mais est remis en service le lendemain sous le commandement du capitaine Henry Louis Fleet pour relever le cuirassé Howe à Queenstown, en Irlande, en tant que navire de la garde côtière et en tant que navire amiral d'Edmund Jeffreys. Le navire commence un vaste carénage à Plymouth au début de mars 1902. Au cours de ce radoub, ses canons de six pouces du pont supérieur reçoivent des casemates pour améliorer leur protection.
L’Empress of India est affecté à la Home Fleet le 7 mai 1902, dans laquelle il sert de navire amiral au port et de navire amiral du commandant en second lorsque la flotte est en mer. Le navire participe à la revue navale pour le roi Édouard VII à Spithead le 16 août 1902 et est de retour en Irlande plus tard ce mois-là lorsqu'il reçoit les navires de la marine impériale japonaise Asama et Takasago à Cork. Le capitaine Cecil Burney est nommé commandant le 16 septembre. Il est affecté en tant que navire amiral de la Home Squadron, qui est à l'époque le noyau maritime permanent de la Home Fleet. L’Empress of India sert de navire amiral de la "B Fleet" lors des manœuvres combinées de la Home Fleet, de la Mediterranean Fleet et de la Channel Fleet au large du Portugal du 5 au 9 août 1903, mais son moteur bâbord tombe en panne pendant 14 heures. Son sister-ship Royal Oak le relève en tant que navire amiral du commandant en second de la Home Fleet le 1er juin 1904, il devient un navire privé de la Home Fleet. Le cuirassé Hannibal le relève le 22 février 1905, le navire entre en réparation le lendemain.
Le même jour, l’Empress of India est remis en service en réserve à Devonport et relève le cuirassé Barfleur en tant que navire amiral de la nouvelle flotte en commission en réserve à la maison. En juillet 1905, il participe aux manœuvres de la flotte de réserve. En septembre 1905, le croiseur Aeolus le relève de ses fonctions, mais il est remis en service le 31 octobre 1905 avec un nouvel équipage pour reprendre ses fonctions dans la flotte de réserve. Il subit un carénage qui dure jusqu'en 1906. L’Empress of India entre en collision avec le sous-marin A10 dans la Plymouth Sound le 30 avril 1906.
Lorsque la flotte de réserve est abolie en février 1907 et intègre la Home Fleet, l’Empress of India continue son service en tant que navire amiral, mais maintenant pour le contre-amiral de la division de Devonport. Le 25 mai, il est relevé comme navire amiral par le croiseur protégé Niobe. Trois jours plus tard, le navire est remis en service en tant que navire de service spécial. L’Empress of India relève le Royal Oak en tant que navire de tête des navires du service spécial en novembre 1911. Le 2 mars, le navire quitte Portsmouth remorqué par le Warrior, en route vers le Motherbank, où il doit être désarmé, mais il entre en collision avec le navire allemande Winderhudder et doit retourner à Portsmouth pour des réparations. Il arrive à la Motherbank deux mois plus tard et est désarmé, en attente d'élimination.
Le 4 novembre 1913, l’Empress of India sert de navire cible lors d'essais de tir dans la baie de Lyme, principalement destinés à donner une idée de l'effet d'un obus réel contre une cible réelle. Un objectif secondaire est d'examiner les problèmes causés par plusieurs navires tirant sur la même cible en même temps. Le premier navire à viser l’Empress of India à l'arrêt est le croiseur léger Liverpool, suivi des Thunderer et Orion et du King Edward VII, et enfin les Neptune, King George V, Thunderer et Vanguard.
Lorsque l’Empress of India coule, il se retourne à l'envers sur le fond marin, une partie est rapidement renflouée par une société de Jersey qui détient les droits sur le navire. Un grand trou dans son côté ne fut pas fait par un obus, mais par des plongeurs pour enlever un condenseur. L'épave est accessible.